# 新疆百脉根
新疆百脉根（学名：Lotus frondosus），为豆科百脉根属下的一个种。

## 扩展阅读
維基物種上的相關：新疆百脉根